# Dalečín (zámek)
Zámek Dalečín se nachází v obci Dalečín v okrese Žďár nad Sázavou v Kraji Vysočina, asi 50 m od zříceniny místního hradu.

## Tvrz
Už v roce 1390 stávala v obci tvrz, která bývá často spojována s blízkým hradem. Tuto první dalečínskou tvrz vlastnili převážně menší zemané. V roce 1437 se po ní píše Jíra z Bezděkova a Dalečína, v letech 1481 – 1486 jeho syn Martin a v roce 1482 Čipík a Kateřina z Dalečína. Tato tvrz stával nedaleko dnešního zámku, ale do dnešních dnů se z ní nic nezachovalo.

## První zámek
Další zmínka o tvrzi pochází až z roku 1603 a patrně si ji nechal kolem roku 1588 postavit Pavel Katharyn z Katharu, jenž zde pět let sídlil. Jednalo se o jednoduchou renesanční tvrz. Později byla přestavěna na renesanční dvoukřídlý zámek s arkádami. Tento zámek se nacházel poblíž místa dnešního zámku, ale při pozdějších přestavbách zanikl. Třetí křídlo tvořili pravděpodobně hospodářské budovy. Toto uspořádání bylo identifikováno na základě indikační skici z roku 1826. Po Katharynech z Katharu získal (v roce 1603) panství Vilém Dubský z Třebomyslic, kterému však byl majetek po Bílé hoře zkonfiskován. Novými majiteli se tedy stali Šlikové. Za jejich vlastnictví byl zámek přeměněn v sídlo hospodářského úředníka.

## Současný zámek
Dnešní zámek vznikl v roce 1850 v tyrolském slohu, za posledních majitelů Honrichsů, kteří jej využívali jako lovecký zámeček. Dnes náleží zámek obci a sídlí v něm obecní úřad spolu s lékařskou ordinací.

## Popis
Jedná se o obdélnou dvoupatrovou budovu, v západní části jednopatrová, se sedlovou střechou. Celé první patro je obehnáno dřevěnou pavlačí a ve štítě druhého patra najdeme dřevěný balkon.

## Dostupnost
Zámek se nachází v těsné blízkosti hradu se kterým v podstatě tvoří jeden areál. Okolo tohoto areálu vede silnice na Veselí a Ubušínek. Dále tudy prochází dvojice turistických tras – červená od Unčína na Vítochov a zelená směrem na Sulkovec – a trasa Svratecké vodohospodářské naučné stezky. Cyklisté se sem dostanou po cyklotrase 4025 z Unčína na Vír a do centra Dalečína také po cyklotrase 5180 od Písečného.